# Bollmannia eigenmanni
Bollmannia eigenmanni är en fiskart som först beskrevs av Garman, 1896.  Bollmannia eigenmanni ingår i släktet Bollmannia och familjen smörbultsfiskar. Inga underarter finns listade.